# Dorothee von Laer
Meike Dorothee von Laer (geboren als Meike Dorothee Hasselmann, Ehename auch: Holm-von Laer; * 20. August 1958 in Hamburg) ist eine deutsche Medizinerin und Virologin; sie ist seit 2010 Professorin am Lehrstuhl für Virologie der Medizinischen Universität Innsbruck. In ihrem Institut forscht sie zum Einsatz onkolytischer (tumorzerstörender) Viren in der Krebstherapie sowie zur Gentherapie der HIV-Infektion. Einer breiteren Öffentlichkeit in Österreich wurde sie für ihre Expertisen im Rahmen der COVID-19-Pandemie bekannt, wo sie von Beginn an sowohl in den Printmedien als auch im ORF als Fachfrau zitiert und interviewt wurde.

## Werdegang
Dorothee Hasselmann wurde 1958 in Hamburg als Tochter des späteren Nobelpreisträgers Klaus Hasselmann geboren und besuchte Schulen in Deutschland, den Vereinigten Staaten und dem Vereinigten Königreich. Nach dem Abitur in Hamburg absolvierte sie ab 1978 ein Medizinstudium an der Universität Hamburg, das sie 1985 abschloss. Direkt nach dem Studium forschte sie über die Viren der Stomatitis vesicularis, über die sie am Hamburger Institut für Biochemie 1987 promovierte. Im Anschluss war sie als wissenschaftliche Mitarbeiterin am Institut für Mikrobiologie im Universitätsklinikum Hamburg-Eppendorf. Klinische und weitere virologische Erfahrung sammelte sie 1988 bis 1991 am Bernhard-Nocht-Institut für Tropenmedizin in Hamburg, bevor sie 1992 an die Universität Freiburg ging, wo sie 1994 Fachärztin für Mikrobiologie und Infektionsepidemiologie wurde.
In Freiburg habilitierte sie sich 1996 mit einer Arbeit zur Virusinfektion von Leukozyten und deren Vorläuferzellen im Knochenmark, bevor sie als wissenschaftliche Mitarbeiterin zurück nach Hamburg ans Heinrich-Pette-Institut ging, wo sie bis 2000 tätig war.
2000 gründete sie gemeinsam mit fünf weiteren Forschungstreibenden das Biotech-Unternehmen Vision7, das auf dem Gebiet der Gentherapie bei HIV-Infektionen tätig war. Neun Jahre war sie außerdem als Koordinatorin für Infektionsbiologie am Georg-Speyer-Haus in Frankfurt tätig. In dieser Zeit – 2003 – folgte sie einem Ruf an die Johann Wolfgang Goethe-Universität Frankfurt am Main als Professorin für Angewandte Virologie und Gentherapie. Obwohl die Stelle auf Lebenszeit angelegt war, wechselte sie 2010 als Professorin und Leiterin der Sektion für Virologie an die Medizinische Universität Innsbruck. Diese ist Teil des Departments für Hygiene, Mikrobiologie und Sozialmedizin, wo neben der diagnostischen Arbeit für das Bundesland Tirol an neuen Therapiemöglichkeiten geforscht wird. Ein von ihr 2013 mitgegründetes Spin-off-Unternehmen der Universität Innsbruck – ViraTherapeutics – basierte auf ihren Forschungen zu onkolytischen Viren, wurde mit einer Reihe von Innovationspreisen ausgezeichnet und 2018 für einen dreistelligen Millionenbetrag an das Pharmaunternehmen Boehringer Ingelheim verkauft.
Ende 2019 wurde Dorothee von Laer für drei Jahre zur stellvertretenden geschäftsführenden Direktorin des Departments für Hygiene, Mikrobiologie und Public Health bestellt. Sie ist Mitglied in zahlreichen Fachgesellschaften und Kommissionen sowie Inhaberin einer Reihe von Patentfamilien im Umfeld der HIV- und Tumortherapie. Am Lehrstuhl für Virologie der Medizinischen Universität Innsbruck folgte ihr am 1. November 2024 Gisa Gerold nach.
Dorothee von Laer ist in zweiter Ehe (Holm) verwitwet und aus erster Ehe (von Laer) Mutter dreier Töchter, die zwischen 1983 und 1991 geboren wurden.

## Auszeichnungen (Auswahl)
- 2008: Wolfgang-Stille-Preis des Paul-Ehrlich-Instituts (Arbeitsgruppe Jan van Lunzen)[14]

- 2012: Tiroler Innovationspreis 2012 in der Kategorie „Bestes konzeptionell ausgearbeitetes (noch nicht umgesetztes) Innovationsprojekt“

- 2012: BOB (Best of Biotech) Award[15]

## Publikationen (Auswahl)
- Verlängerung des Infektionszyklus von Vesicular Stomatitis Virus durch defekte Viruspartikel : eine kinetische Analyse der Protein- und RNA-Synthese. Dissertation, publiziert auf Englisch unter dem Titel Delayed formation of defective interfering particles in vesicular stomatitis virus-infected cells, mit Dietrich Mack and Joachim Kruppa. In: Journal of virology. Band 62 (1988) 4. Hamburg 1987.
- Die Virusinfektion von Leukozyten und deren Vorläuferzellen im Knochenmark. (Habilitationsschrift). Freiburg (Breisgau) 1995 (dnb.de [abgerufen am 18. März 2020]).